# Acetogènesi
L'acetogènesi és un procés amb el qual es produeix acetat per part de bacteris anaerobis des de diverses fonts energètiques (com per exemple, l'hidrogen) i fonts de carboni (per exemple el diòxid de carboni). Les diferents espècies bacterianes capaces de fer l'acetogènesi reben el nom col·lectiu de acetògens. Alguns acetògens poden sintetitzar acetat atotròficament a partir de CO₂ i H₂.

## Bioquímica
El precursor de l'àcid acètic és el tioèster acetil CoA. Les diverses reaccions de l'acetogènesi inclouen la reducció del dióxid de carboni a monòxid de carboni i la unió del monòxid de carboni a un grup metil.
2 CO₂ + 4 H₂ → CH₃COOH + 2H₂O
Aquesta via també s'anomena Via de Wood-Ljungdahl.